# Seyni Kountché
Seyni Kountché (Fandou, 1. srpnja 1931. – Pariz, 10. studenog 1987.) – nigerski predsjednik i general. Na silu je preuzeo vlast uz pomoć vojske i vladao Nigerom od 1974. do 1987. godine.
Godine 1974. proveo je državni udar, kojim je svrgnuo Hamanija Diorija, prvog nigerskog predsjednika od stjecanja nezavisnosti.
Vodio je novosnovano Vrhovno vojno vijeće, raspustio parlament, suspendirao ustav i uveo zabranu političkih stranaka. Od 1981., postupno je vratio civilnu upravu. Godine 1983., Maman Oumarou imenovan je premijerom Nigera.
Umro je od raka mozga u bolnici u Parizu. Naslijedio ga je Ali Saibou.
Njegovim imenom nazvan je nacionalni stadion u glavnom gradu Niameyu.